# Velký zálešský rybník
Velký Zálešský rybník je velký rybník o rozloze vodní plochy 47,8 ha nalézající se v katastrálním území obce Zálší v okrese Ústí nad Orlicí. Rybník se nalézá na západním okraji obce Zálší. Rybník je nejlépe dosažitelný ze silnice III. třídy č. 3176 vedoucí ze Zálší do vesnice Zaháj, místní části obce Tisová. Pod silnicí se nalézá další rybník Malá strana.

## Historie
Rybník je součástí rybniční soustavy vybudované počátkem 16. století za vlády Viléma z Pernštejna a doposud využívané k intenzívnímu chovu ryb. Odtok z rybníka je veden do Betlémského potoka přes rybník Lačnov. 
Rybník je využíván pro chov ryb a současně je i stanovištěm mnoha druhů vodních ptáků např. kachna divoká, polák velký, často sem zalétá čáp bílý či volavka popelavá. Žije zde vydra říční.

## Galerie

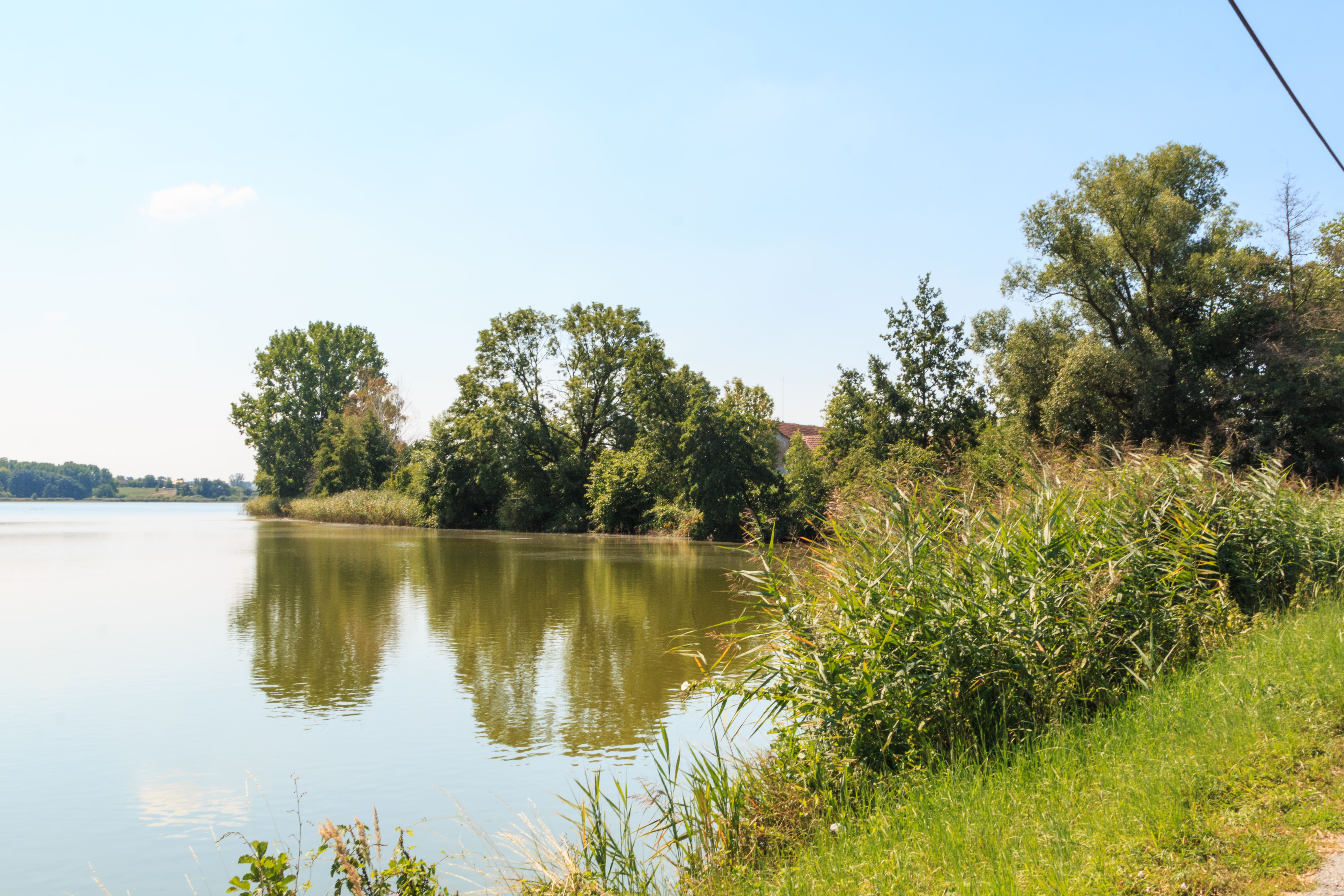
pohled na Velký Zálešský rybník
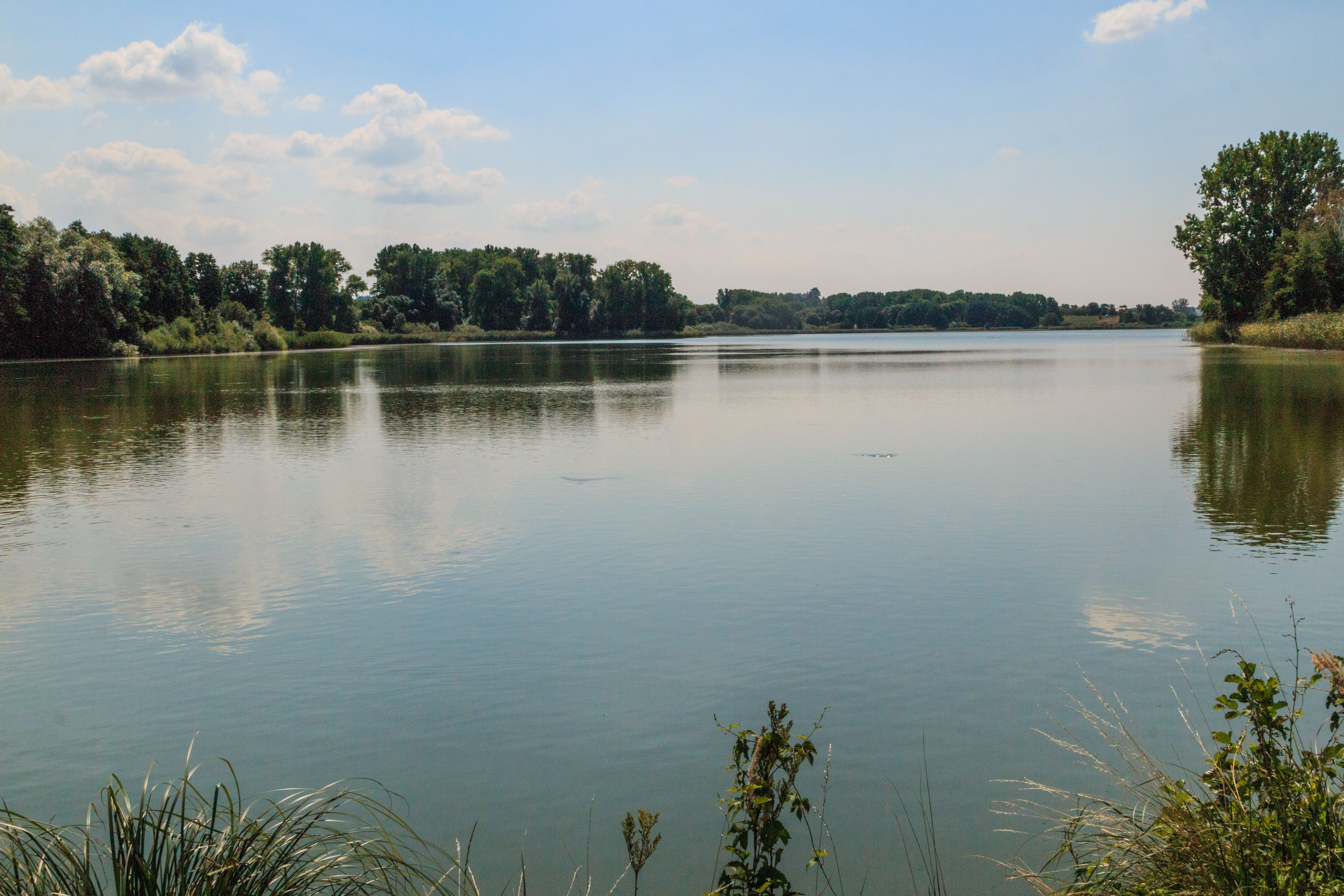
pohled na Velký Zálešský rybník
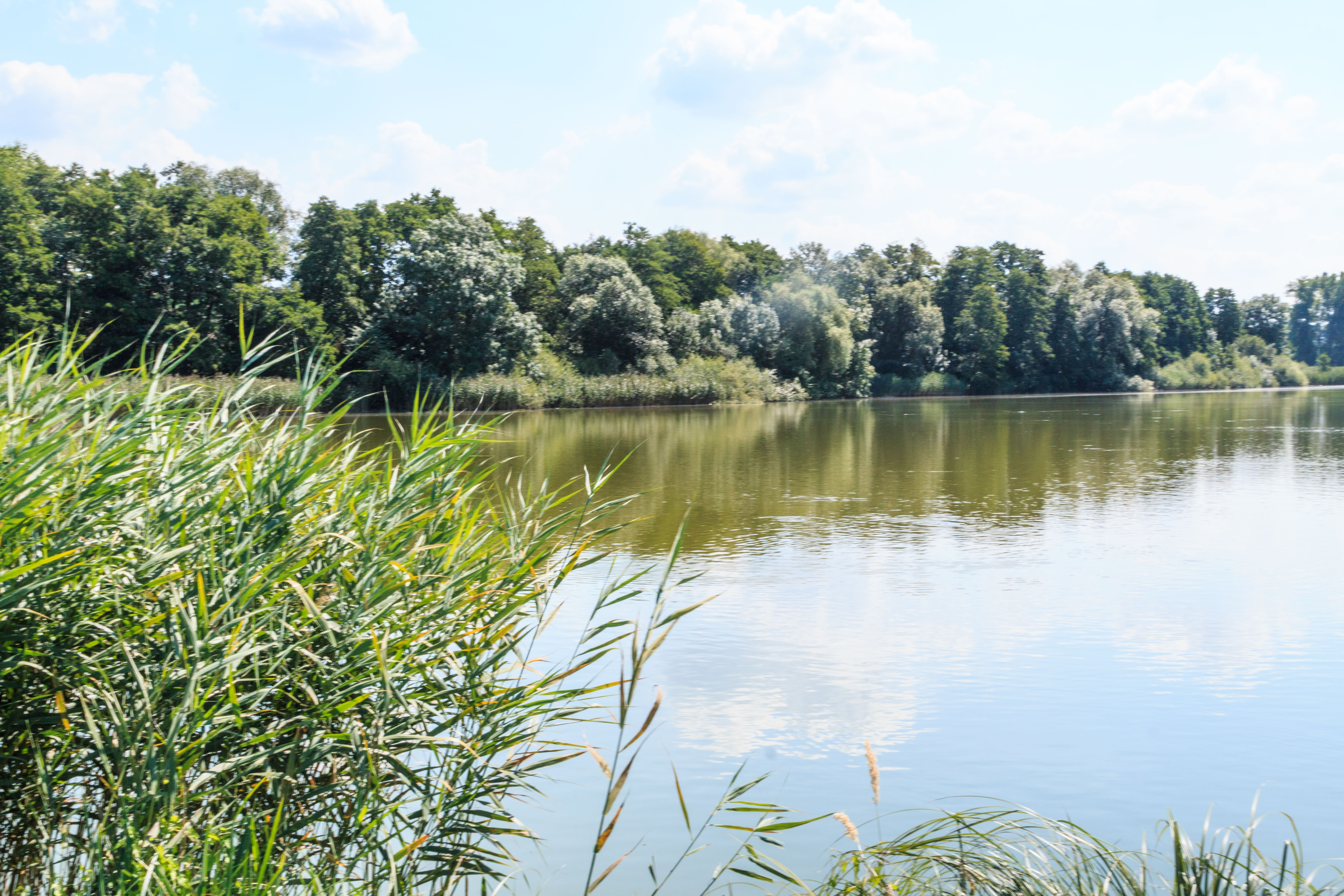
pohled na Velký Zálešský rybník
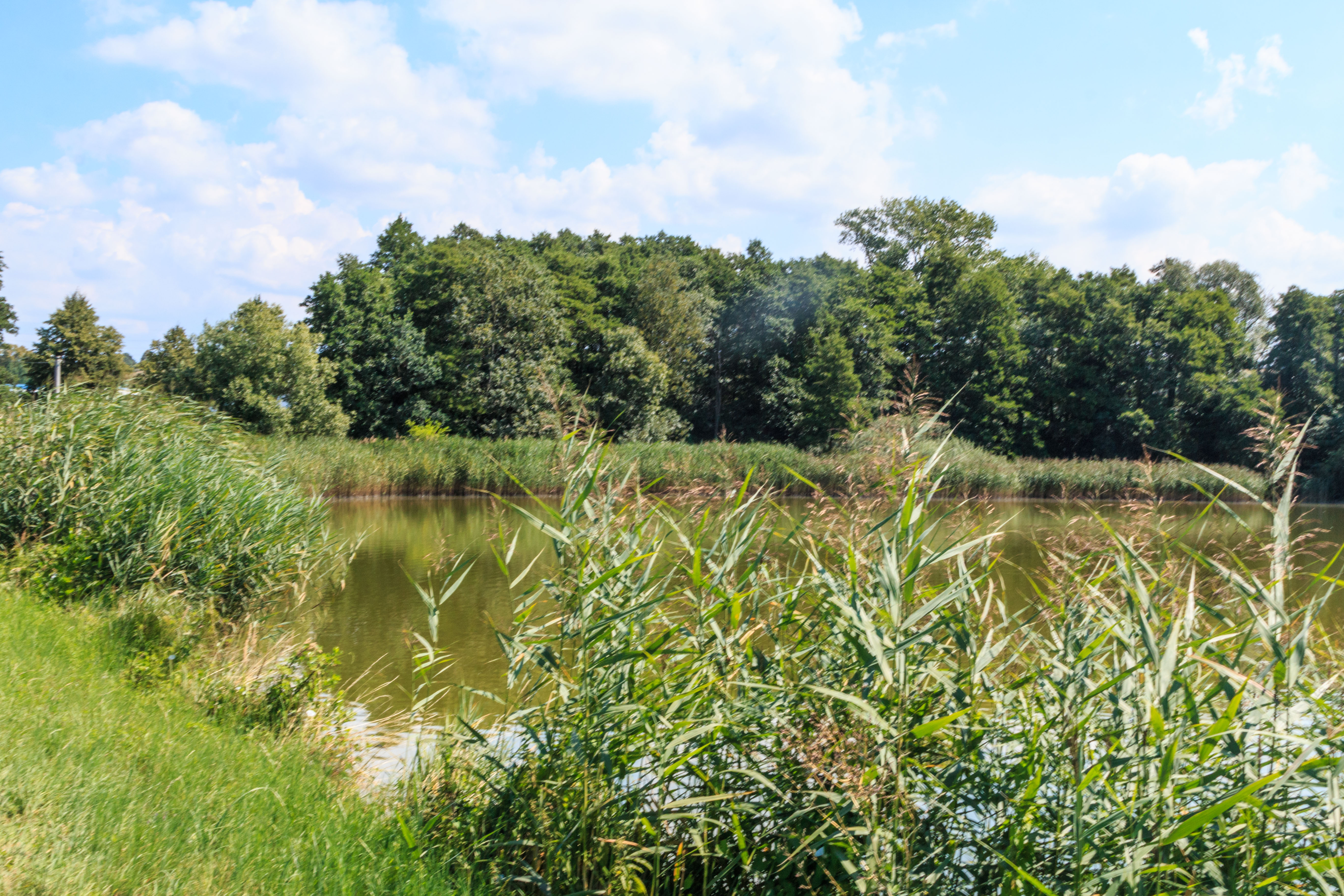
pohled na Velký Zálešský rybník